# Béatrix (Balzac)
Pour les articles homonymes, voir Béatrix.
Béatrix est un roman d’Honoré de Balzac publié en 1839. Il paraît d’abord dans Le Siècle en août 1839, avant d’être édité en volume la même année. Ce roman fait partie des Scènes de la vie privée.
Il est souvent affirmé que le roman contient l'un des plus beaux portraits de femmes de La Comédie humaine et qu'il fait référence à deux femmes de lettres françaises dont les ouvrages sont connus du grand public par l'emploi de pseudonymes masculins.

## Contexte

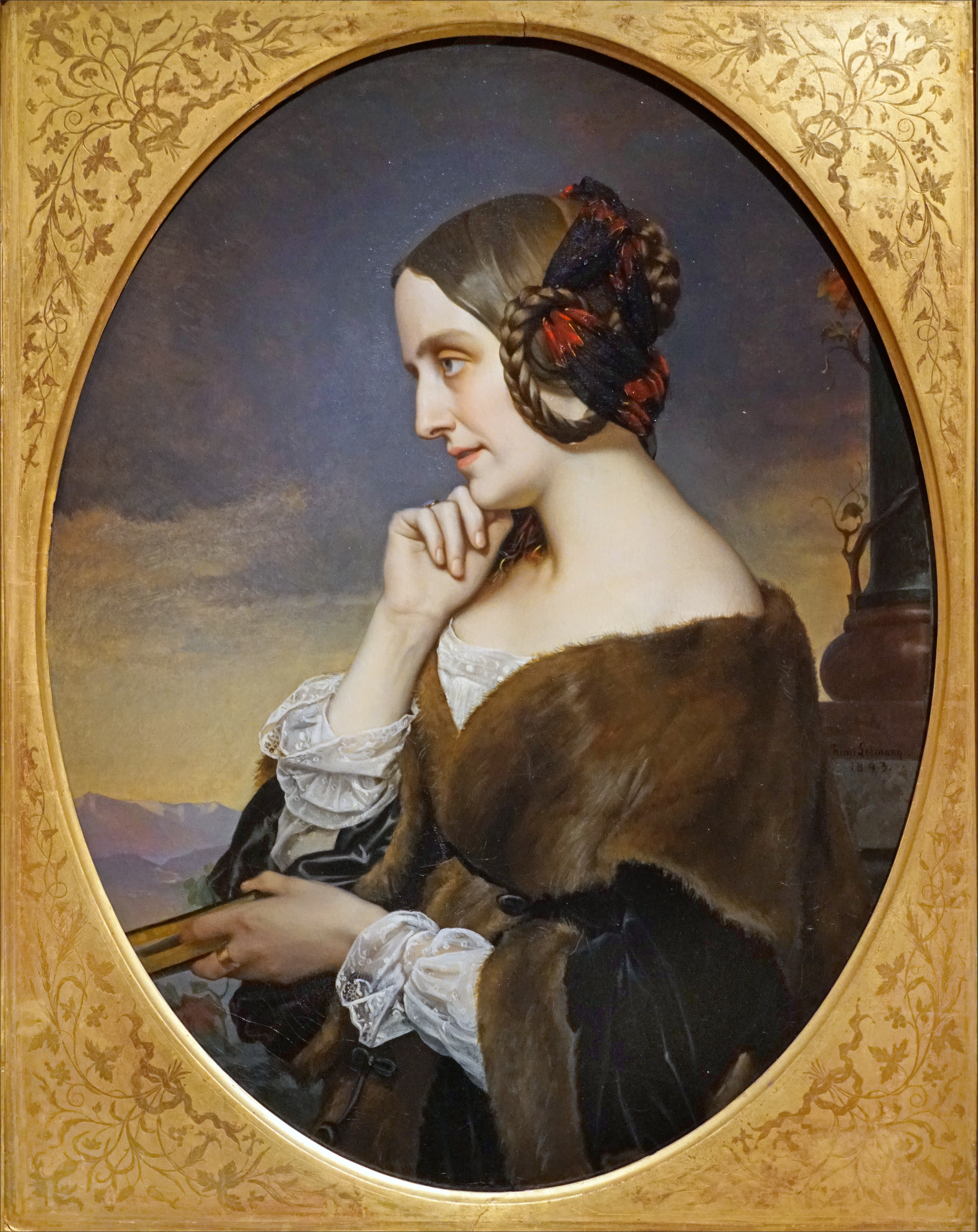
Marie d'Algout, alias Daniel Stern, qui inspira à Balzac le personnage de Béatrix de Rochefide

Venu à Batz, à Guérande et au Pouliguen « prendre les bains de mer » en 1830, Balzac y puise, en compagnie de son amante Laure de Berny, l'inspiration du premier chapitre de son roman.
En février 1838, Balzac fait un séjour d'une semaine chez George Sand, au château de Nohant, où elle lui raconte la liaison entre Franz Liszt et Marie d'Agoult, couple qu'elle a recueilli chez elle. Balzac transpose le récit dans son roman où Sand a lui inspire le personnage de Félicité, Marie d'Agoult celui de Béatrix, et Liszt celui du musicien Gennaro Conti, amant de la marquise de Rochefide.

## Résumé
Dans la vieille Bretagne aristocratique, à Guérande « enceinte de ses puissantes murailles », le jeune Calyste du Guénic cherche un idéal de vie que semble lui offrir la fréquentation de Félicité des Touches, écrivaine et musicienne déjà célèbre sous le pseudonyme de « Camille Maupin ». Mais Calyste a un rival : Claude Vignon, auteur célèbre et soupirant assidu de Félicité. 
Quand la marquise Béatrix de Rochefide et son amant Gennaro Conti, un musicien autrefois amant de Félicité, arrivent au château, Calyste est poussé dans les bras de la marquise par Félicité elle-même. Alors qu'il vit un amour bref et intense avec Béatrix, Conti lui enlève soudainement la femme qu'il aime. Le jeune Breton tombe dans un abattement dont Félicité elle-même le tire en l’emmenant à Paris et en favorisant son mariage avec Sabine de Grandlieu, avant de se retirer au couvent. Toutefois, il retrouve les bras de la marquise, quittée par Conti, au grand désespoir de son épouse. Sabine ne parvient à « récupérer » son mari qu'au terme d'une conspiration amoureuse et mondaine où interviennent et s'entrecroisent plusieurs personnages récurrents de La Comédie humaine.

## Analyse
Le titre initialement donné à ce roman, proposé par George Sand elle-même, était Les Galériens ou les Amours forcés, qui annonçait une grande fresque.
Le titre définitif de cet ouvrage littéraire est une référence directe à Dante et à sa muse Béatrice Portinari, plus connue sous le nom de Béatrix (ou Bice) et qui apparaît dans son œuvre majeure La Divine Comédie. Les différents personnages sont des proches de l'auteur, tels que Marie d'Agoult (Béatrix) et George Sand (Félicité), sachant que les deux prénoms ont approximativement la même définition, mais aussi Franz Liszt (Conti) ainsi que le jeune Calyste qui n'est pas sans rappeler le poète Alfred de Musset. L'auteur présente également de nombreuses références botaniques, notamment florales, et plus précisément le camélia qui symbolyse le bonheur dans le langage des fleurs, point commun supplémentaire avec les prénoms des deux jeunes héroïnes du roman.

## Réception
« Ce livre si merveilleusement dépareillé, si singulièrement échoué dans un repli de l’œuvre (et il est significatif que ce soit le seul grand livre de Balzac que battent d’un bout à l’autre les vagues), j’aimerais accueillir cette invite à le considérer — sa fureur d’océan, sa folie dépaysante — à la façon de ces survenants énigmatiques de qui l’on prolongeait autrefois dans l’imagination la rumeur fabuleuse en disant qu’ils venaient « d’au-delà de la mer ». Je me souviens… Derrière les meules blanches du sel, toujours battue des houles aveugles, la côte de Guérande, à l’égal des rivages monstrueux de la Crète, garde son emportant prestige de royaume au bord de la mer. En fermant les yeux, en fermant le livre battu comme un rocher de tant de fièvre j’entends le bruit merveilleux, le bruit unique qu’il approche de mon oreille comme un coquillage. On dirait que le vieux sortilège celte est descendu sur ces pages sans cesse en rumeur. Saint-Nazaire, où elle débarque, minuscule bourgade dans le livre, est devenu ville, a disparu. « Tout a changé en Bretagne, hormis les vagues, qui changent toujours. » Mais les rochers guettent toujours vers le large les merveilles et les signes, et la mer, image de la rencontre, jusque dans les humbles trésors du sable, reste l’énigmatique médiatrice, rejetant un jour au rivage l’auge de pierre des chevaliers-fées, la nef où Tristan armé rêve au Morholt et court vers Iseult, et un autre la malle où Calyste déchiffre un nom et le sang s’est retiré de ses joues : Béatrix de Rochefide. »

— Julien Gracq, « Béatrix de Bretagne », dans Préférences, Paris, José Corti, 1961.

## Extrait
Calyste assiste à l’arrivée de Béatrix de Rochefide :

« Calyste fut charmé à la vue d’une caisse couverte en toile goudronnée sur laquelle on lisait : Madame la marquise de Rochefide. Ce nom brillait à ses yeux comme un talisman, il y sentait je ne sais quoi de fatal ; il savait, sans en pouvoir douter, qu’il aimerait cette femme ; les plus petites choses qui la concernaient l’occupaient déjà, l’intéressaient et piquaient sa curiosité. Pourquoi ? Dans le brûlant désert de ses désirs infinis et sans objet, la jeunesse n’envoie-t-elle pas toutes ses forces sur la première femme qui s’y présente ? Béatrix avait hérité de l’amour que dédaignait Camille. Calyste regarda faire le débarquement, tout en jetant de temps en temps les yeux sur Le Croisic, espérant voir une barque sortir du port, venir à ce petit promontoire où mugissait la mer, et lui montrer cette Béatrix déjà devenue dans sa pensée ce qu’était Béatrix pour Dante, une éternelle statue de marbre aux mains de laquelle il suspendrait ses fleurs et ses couronnes. Il demeurait les bras croisés, perdu dans les méditations de l’attente. Un fait digne de remarque, et qui cependant n’a point été remarqué, c’est comme nous soumettons souvent nos sentiments à une volonté, combien nous prenons une sorte d’engagement avec nous-mêmes, et comme nous créons notre sort : le hasard n’y a certes pas autant de part que nous le croyons. »

— Honoré de Balzac, Béatrix.